# Hilozoisme
L'hilozoisme és un concepte filosòfic, sorgit en la filosofia grega antiga. La paraula procedeix de la composició de les paraules gregues hýlē ('matèria'), i zòon ('vida'). Serveix per a referir-se a la doctrina que concep la matèria com una força dinàmica vivent, que conté en si mateixa moviment i sensibilitat sense cap intervenció de principi animador extern.

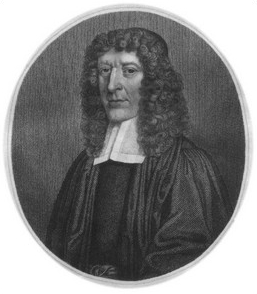
Ralph Cudworth

El terme va ser creat pel filòsof anglès d'inclinació platònica Ralph Cudworth (1617-1688) i l'aplicava referint-se al pensament materialista d'Estrató de Làmpsac i de Spinoza.
El terme també fou emprat per Kant, en la seva obra Crítica del judici, com la doctrina que "fonamenta la finalitat de la natura sobre allò que és anàleg a la facultat de poder actuar amb intenció: la vida de la matèria".
Aquesta doctrina filosòfica era present en els filòsofs presocràtics, per als quals la substància primordial i material és una cosa viva; i també en els estoics, els quals teoritzaven sobre l'existència d'un foc diví principi animador del l'univers.
Podem tornar a trobar l'hilozoisme en la filosofia natural renaixentista, com ara en Bernardino Telesio, Giordano Bruno o Tommaso Campanella, els quals coincidien en la idea que hi ha un substrat material, per si inert, que rep vida i moviment de dues forces materials: la calor i el fred.
Al segle xix, l'hilozoisme torna a aparèixer en alguns autors materialistes que creien que l'animació estava present en els àtoms i en l'èter, i en l'àmbit de l'anomenada psicosofia.